# 克里斯多福街車站 (PATH)
克里斯多福街車站（英語：Christopher Street station）是美國紐新港務局過哈德遜河捷運（PATH）系統的一個地鐵站，位於紐約市曼哈頓西村克里斯多福街（格林尼治街及哈德遜街間路段），設有只在平日營運的霍博肯－33街線和雜誌廣場－33街線，以及週末營運的雜誌廣場－33街線 (經霍博肯)。

## 車站結構
| G         | 街道層             | 出入口 |
| B1        | 夾層               | 閘機、單向閘機 |
| B2 月台層 | 南行               | 霍博肯－33街線 往霍博肯（總站） · 雜誌廣場－33街線 往雜誌廣場（新港） · 雜誌廣場－33街線 (經霍博肯) 往雜誌廣場（霍博肯） |
| B2 月台層 | 島式月台，左側開門 | |
| B2 月台層 | 北行               | 霍博肯－33街線 往33街（第9街） · 雜誌廣場－33街線 往33街（第9街） · 雜誌廣場－33街線 (經霍博肯) 往33街（第9街）          |

## 外部連結
- PATH - Christopher Street Station （页面存档备份，存于）
- Hudson & Manhattan Railroad/Hudson Tubes
- PATH/Hudson & Manhattan Railroad （页面存档备份，存于） at nycsubway.org （页面存档备份，存于）
- Christopher Street entrance from Google Maps Street View （页面存档备份，存于）
- Platform from Google Maps Street View